# Río Teshio
El Teshio (japonés: 天塩川, Teshio-gawa) es un río en el norte de Hokkaidō, Japón. Su longitud de 256 km lo hace el cuarto río más largo en Japón y debido a sus escasos afluentes su cuenca de 5590 km² es la décima de Japón en superficie. El nombre de Teshio tiene su origen en idioma ainu, en el que se llama Tesh-o-pet (Tesh = trampa en río para la pesca, pet = río).
El río se origina en el monte Teshio en el centro de Hokkaido, discurre hacia el nornoroeste hasta la cuenca de Nayoro donde recibe la afluencia del río Nayoro. El río continúa por el valle serpenteando hasta la llanura Teshio frente al mar de Japón. Antes de desembocar en el mar debido a la presencia de dunas de arena cambia su curso hacia el sur, desembocando 10 km al sur del pueblo Teshio. El origen de los nombres de los distintos accidentes geográficos están relacionados con el río.
El embalse de Iwaonai (岩尾内ダム, iwaonai dam - dam en inglés) ubicado en la parte superior del curso suministra agua potable y electricidad a la zona y la parte inferior del curso es utilizada como límite norte para el cultivo de arroz en Japón. La población en la zona es escasa, aunque están presentes las ciudades de Shibetsu y Nayoro.
La primera navegación de transporte en el curso bajo fue la de un barco de vera Nagato-maru en 1900. Los barco de vapor comenzaron sus tráficos en 1909. El puerto terminal fue Shibetsu en 1901 y Nayoro en 1904. Los barcos empezaban en abril y terminaban en noviembre evitando hielo. Hoy no hay tránsito de barque de transporte.
A pesar de no ser un río famoso incluso entre los japoneses, el río es popular entre los aficionados a los deporte aventura porque permite viajes de hasta 160 km en kayak sin obstáculos.